# Zypora Frank
Zypora Frank (* 23. Mai 1935 in Auschwitz) ist die Besitzerin eines Teils des Grundstücks des KZ Auschwitz-Birkenau.
Ihr Großvater Josef Meltzner († 15. Mai 1944 im KZ Blechhammer) besaß auf dem Gelände von Birkenau eine Fabrik zur Herstellung von Teerprodukten. Als im September 1939 der deutsche Überfall auf Polen begann, flüchtete ihre Mutter Rifka Jacoby mit ihren Kindern über die russische Grenze, wobei ihr Mann Schmuel Jacoby wenig später folgte. In Sibirien wurden sie zuerst 18 Monate in einem Arbeitslager festgehalten. Dann konnten sie nach Tadschikistan umsiedeln, wo sie in Leninabad die nächsten Jahre verbrachten.
Als sie am 23. Mai 1947 wieder nach Polen zurückkehren wollten, wurden sie als Juden von einer Menschenmenge angegriffen. Die Explosion einer Handgranate überlebte sie unverletzt. Die Familie flüchtete nach Frankreich und ging in Marseille auf ein Schiff, das sie nach Israel brachte.  Am 2. Juli 1947 kamen sie in Israel an.
In Israel erlernte sie den Beruf einer Lehrerin. Sie heiratete Yitzhak Frank, einen Geschäftsmann. Im Jahre 1987 besuchte sie erstmals ihre Heimat in Polen wieder. Ihre Mutter starb im Dezember 1991, ihr Vater im Februar 1992. Nachdem auch ihr Mann 1995 verstorben war, hatte sie Zeit, sich mit den Papieren ihrer Eltern zu beschäftigen. Dabei stieß sie auf Erbdokumente, die ihre Mutter hinterlassen hatte.
Ihre Mutter hatte nachweislich Grundsteuern für das Fabrikgelände gezahlt, wo ihr Großvater ein Fabrikgelände bei Birkenau besaß. Als sie Ende 1997 nach Krakau fuhr, konnte nach Katasterunterlagen die genaue Lage des Grundbesitzes nachgewiesen werden. Auch in dem Museum von Auschwitz konnte anhand von Luftaufnahmen gezeigt werden, wie die Deutschen die Fabrik ihres Großvaters abrissen und das Gelände für den Bau einer Fabrik für Zünder nutzten. Heute steht dort eine Autowerkstatt.
Zwar ließ sie sich das Erbe dieses Grundstücks sichern, verlangte aber keine Pacht und wollte auch keine Entschädigungszahlungen des Staates.

## Referenzen
- Mir gehört Auschwitz, in: Süddeutsche Zeitung vom 14. August 1998

| Personendaten    | Personendaten              |
| ---------------- | -------------------------- |
| NAME             | Frank, Zypora              |
| KURZBESCHREIBUNG | polnisch-israelische Jüdin |
| GEBURTSDATUM     | 23. Mai 1935               |
| GEBURTSORT       | Auschwitz                  |